# Kalajoki (fleuve)
Pour l’article homonyme, voir Kalajoki.
Le fleuve Kalajoki (en finnois : Kalajoki) est un cours d'eau  d'Ostrobotnie du Nord en Finlande.

## Description
Le fleuve long de 130 km, traverse les municipalités de Reisjärvi, Haapajärvi, Nivala, Ylivieska, Alavieska et Kalajoki.